# 河曲县
河曲县是中国山西省忻州市所辖的一个县。面积1323平方公里，縣人民政府駐西口鎮黃河大街1號。

## 历史
宋治平四年（1067年）置火山县；金贞元元年（1153年）置河曲县，以黄河曲折流贯西部边境得名。

## 人口
根據第七次人口普查數據，截至2020年11月1日零時，河曲縣常住人口為123505人。

## 行政区划
河曲县下辖6个镇、6个乡：
西口镇、楼子营镇、刘家塔镇、巡镇镇、旧县镇、沙泉镇、鹿固乡、单寨乡、土沟乡、沙坪乡和社梁乡。

## 交通
- 336国道过境。

## 旅游
- 北线景区：西口古渡遗址、文笔塔、岱岳殿、护城楼、香山寺、娘娘滩、太子滩、弥佛洞等；
- 南线景区：旧县城楼旧址、海潮禅寺庙宇建筑群、翠峰山的原始地貌等。